# Stortorget

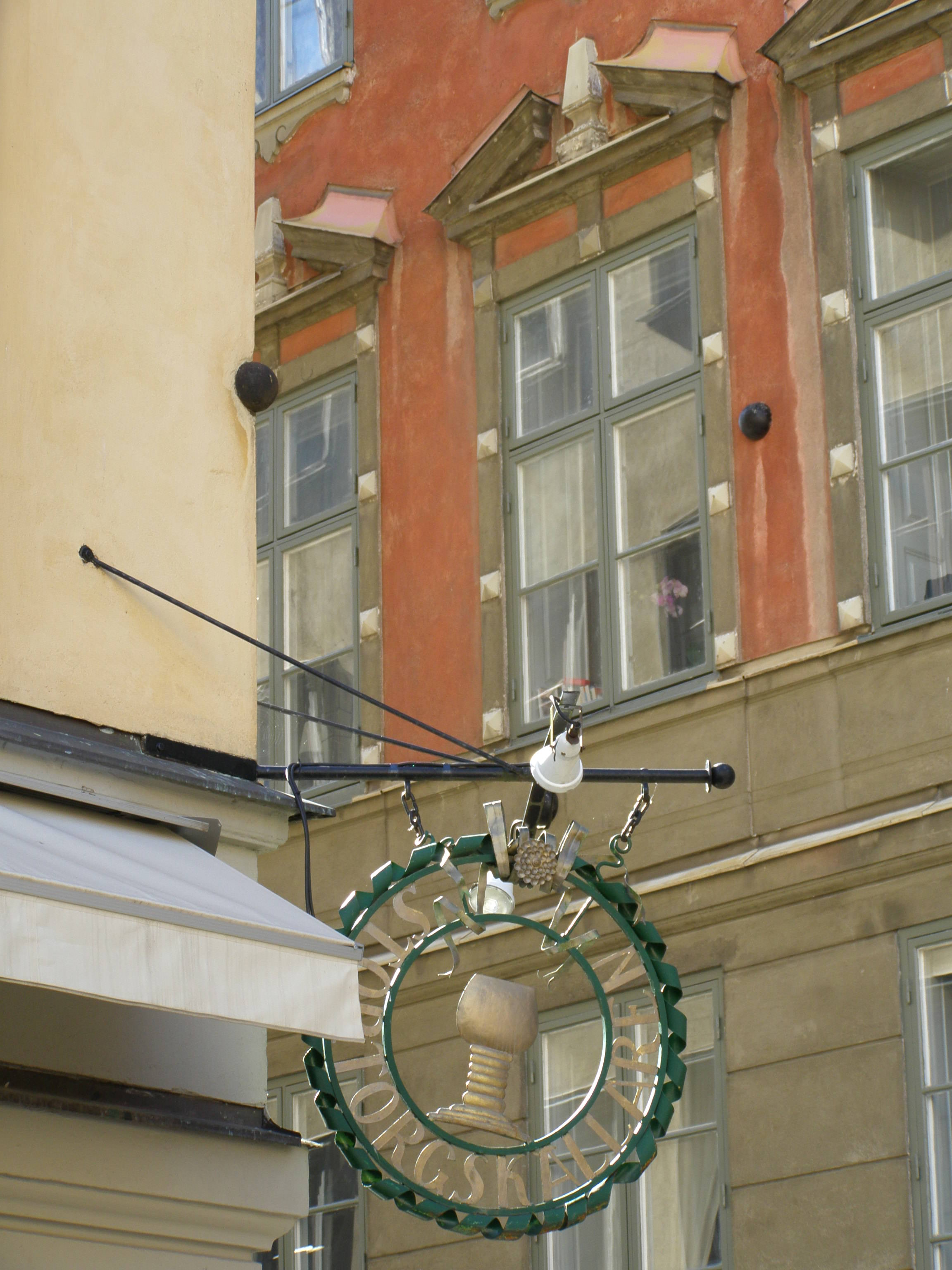
Palla di cannone incassata sulla Huset Kulan, simbolo dell’assedio di Gustavo Vasa.

La Stortorget (in italiano la grande piazza) è una piazza situata a Gamla Stan nel centro storico di Stoccolma in Svezia al centro dell'isola di Stadsholmen.
È il punto centrale della città vecchia, attorno alla quale si sviluppa uno degli insediamenti medievali meglio conservati d'Europa. La piazza rimane una delle maggiori attrattive per i turisti ed è, seppur piccola, ricca di storia e di tradizioni. 

## Storia
Stortorget è la piazza più antica di Stoccolma, probabilmente creata quando iniziò lo sviluppo urbano sopra Stadsholmen tra il 1187 e il 1252. Nel Medioevo Stortorget aveva la stessa posizione e quasi le stesse dimensioni di oggi. Fino al 1523 è stata la piazza più importante della città per la maggior parte delle attività: qui si trovava il mercato, il municipio e diversi tra i palazzi più rinomati. Il Consiglio comunale proclamava le decisioni e le nuove leggi, nella parte inferiore del Municipio c'erano le stanze di detenzione dove i condannati attendevano la sentenza, qui si trovava anche il Tribunale cittadino dove venivano emesse le sentenze e dove avevano sede i cosiddetti servitori della città. A Stortorget si trovava anche la prigione e uno dei pozzi d'acqua più grandi della città. La molteplicità di funzioni portava un ampio flusso di persone, soprattutto tra le più ricche e influenti. Con l'espansione della città e il conseguente aumento del numero delle piazze, Stortorget vide diminuire la sua importanza: in primo luogo il mercato smise di essere l'attività prevalente della piazza anche se la vendita di merci continuò fino al 1849 quando venne consentita solo la vendita del latte. Oggi un ricordo di questo mercato viene mantenuto dai mercatini di Natale, che si svolgono nella piazza ogni anno per qualche settimana prima della festività. 

### Bagno di sangue
Nel 1520 la Svezia era divisa tra due fazioni: la prima composta da coloro che appoggiavano l’unione dei paesi scandinavi (fondata inizialmente nel 1397 con Danimarca e Norvegia) mentre la seconda sosteneva l’indipendenza svedese. Il re di Danimarca Cristiano II invase la Svezia per portare a termine la cosiddetta Unione di Kalmar. Raggiunto l'obiettivo, convocò i leader svedesi ad una conferenza privata al palazzo reale di Stoccolma il 7 novembre del 1520, dando inizio così ad un banchetto che sarebbe durato tre giorni. Il giorno seguente i soldati danesi rapirono alcuni nobili svedesi. Il fatto prese il nome di “Bagno di Sangue di Stoccolma”. Il 9 novembre un grande numero dei prigionieri venne condannato a morte per eresia perché chiunque si opponesse al re di Danimarca veniva ritenuto eretico; anche i vescovi contrari all’unione vennero decapitati insieme a numerosi nobili e cittadini comuni. Il 10 novembre furono almeno 82 le vittime di esecuzioni. Cristiano II dissotterrò il corpo del leader antiunionista e lo bruciò insieme al corpo del figlio, imprigionando la vedova e altre nobili donne svedesi.

### Curiosità
Nella casa d'angolo di Skomakargatan si trova un monumento commemorativo a forma di palla di cannone visibilmente incassata nella facciata, che ha dato a quella parte dell'isolato il nome di Huset Kulan (Casa del proiettile). Un racconto popolare narra che il proiettile venne sparato durante l'assedio di Stoccolma da parte di Gustavo Vasa nel 1520 e che era destinato a uccidere Cristiano II mentre sedeva di fronte a una delle finestre della casa. Il proiettile però mancò il bersaglio e venne reintegrato quando la casa fu ricostruita nel 1795. La verità è che nel 1795 il commerciante di mobili Carl Adolph Grevesmühl fece costruire una casa a schiera gustaviana, all'angolo tra Stortorget e Skomakargatan, fu lui a voler ricostruire la palla di cannone nell'angolo della sua nuova casa per simboleggiare l'assedio di Gustavo Vasa che provocò la resa di Cristiano II. La casa ospita dal 1938 il ristorante Stortorgskällaren. 

## Edifici

### Municipio
A Stortorget si trovava il primo Municipio della città. Alla fine del XVIII secolo, il Municipio occupava l'intero isolato a nord della piazza. Esso ospitava anche sale di detenzione per i criminali in attesa di condanna, una delle quali era chiamata Sinkaburen. Il nome deriva dall'uccellino di Siskin, che veniva tenuto in gabbia nelle case per capire se il fumo delle stufe o dei camini diventasse pericoloso per chi vi abitava e nel caso il suo compito era quello di avvertire. L'uccello nelle gabbie delle case ha così dato il nome ai prigionieri nelle gabbie della Casa del Consiglio. Oggi l'antico Municipio è la sede del Palazzo della Borsa (Börshuset), ospita l'Accademia Svedese, il Museo Nobel e la Biblioteca Nobel. L'attuale palazzo è stato progettato da Erik Palmstedt e costruito tra il 1773 e il 1776. La pianta dell'edificio è in stile rococò francese ed è a forma di trapezio. Sebbene fosse stato progettato come un palazzo privato, esso presenta un frontone centrale e una cupola a lanterna  che sottolineano il suo status pubblico. Vi è un forte contrasto tra la completa apertura del piano terra e la chiusura del primo piano dove ha sede l'Accademia Svedese, creato durante il restauro avuto negli anni Ottanta. 

### Il Numero 3
Costruito dal mercante Hans Bremer negli anni '40 del Sedicesimo secolo e originariamente caratterizzato dai bastioni a punta, il numero 3, sul lato destro di Köpmangatan, presenta ancora le volte a crociera originali e un'iscrizione in tedesco nell'ingresso. Tuttavia l'edificio è oggi chiamato Grillska huset ("Casa del Grill") dal nome dell'orafo Antoni Grill, emigrato da Amsterdam in Svezia nel 1659 all'epoca di Carlo Gustavo per fondare la dinastia Grill. Nel 1681 acquistò l'edificio che rimase di proprietà della famiglia per oltre un secolo. I timpani a forma di quadrifoglio furono aggiunti nel 1718 insieme al colore blu livido e al portale rococò. Il membro più importante della dinastia fu il mercante Claes Grill (1705-1767), leader della Compagnia delle Indie Orientali, proprietario di diverse banche, di molte industrie minerarie e di compagnie di navigazione, nonché grande collezionista d'arte. Oggi il palazzo è sede della Missione cittadina di Stoccolma, un'organizzazione caritatevole cristiana indipendente che si occupa di sostenere i senzatetto con cibo, alloggio e istruzione.

### Il Numero 5
Nel negozio di seconda mano al numero 5 ci sono travi dipinte risalenti al 1640 che raffigurano animali, fiori e frutti. Ci sono molti soffitti restaurati di questo tipo a Gamla Stan, ma questo è uno dei pochi accessibili al pubblico. Al primo piano si trova la cosiddetta Bullkyrkan ("Chiesa dei panini"), dove la Missione cittadina dona cibo. Il reverendo Karl-Erik Kejne, che ha prestato servizio nella chiesa negli anni '50, ha dichiarato che chi ha lavorato per la Missione ha svolto un lavoro utile perché i senzatetto finissero di affollare la chiesa, dove la loro presenza poteva intralciare le funzioni religiose . 

### I Numeri 14-16
L'isolato ai numeri 14-16 prende il nome da Asclepio, figlio di Apollo e semidio della medicina, il che riflette la presenza della "Farmacia del corvo" (Apoteket Korpen) a questo indirizzo per più di circa 300 anni. La farmacia si stabilì originariamente in Stortorget nel 1638, quando il farmacista di corte Philip Schmidt iniziò a vendere non solo farmaci ma anche dolciumi assortiti. Nel vicolo Solgränd, le iniziali del farmacista risalenti al 1764 e di sua moglie sono ancora visibili sul muro. La farmacia venne trasferita all'indirizzo attuale nel 1924 .

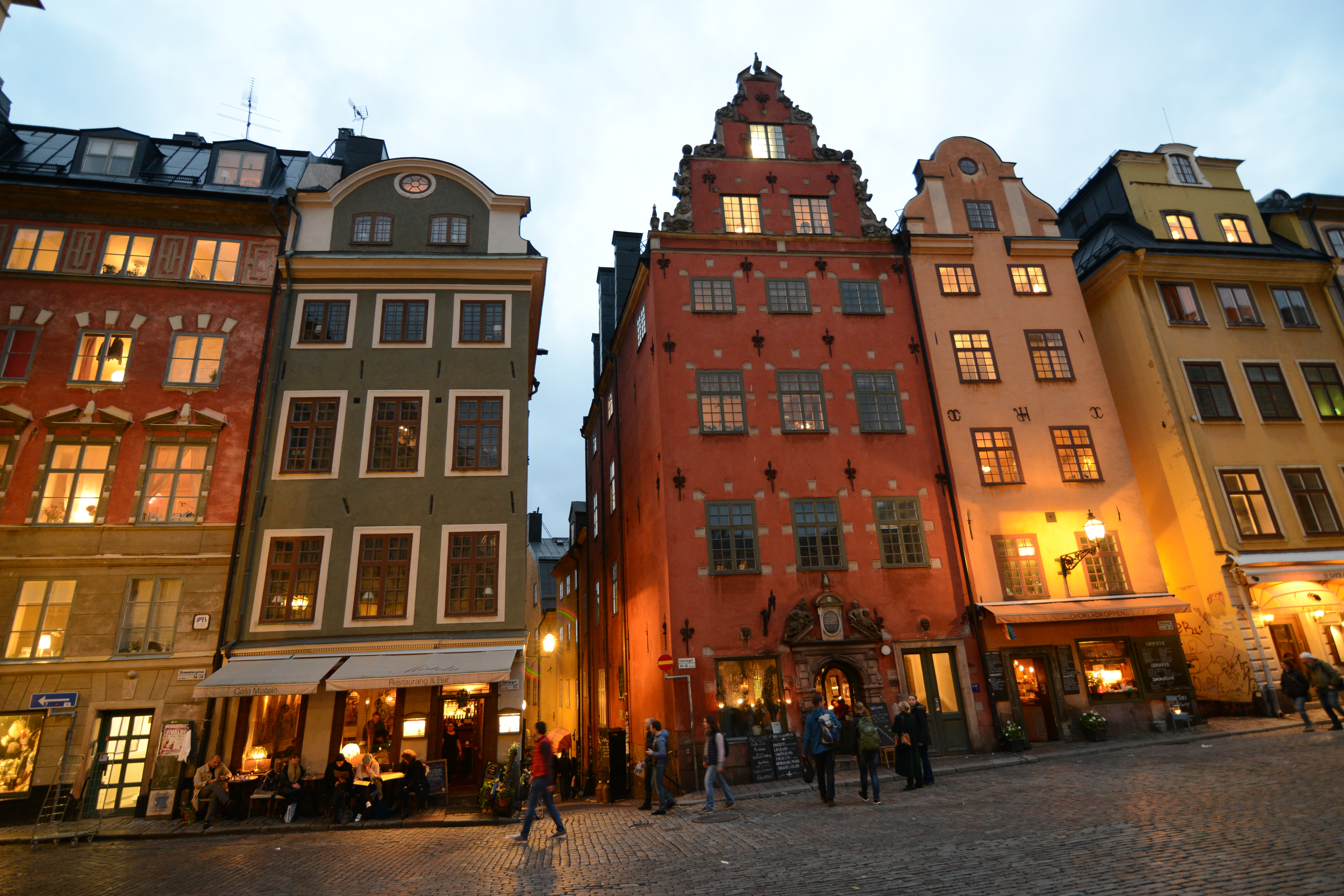
Partendo da sinistra i numeri civici 22,20 e 18

### I Numeri 18-20
Gli edifici ai numeri 18-20 furono unificati nel XVII secolo e il segretario di Carlo X Gustavo aggiunse anche il frontone a gradini e il grande portale sull'edificio di sinistra. Circa 130 anni dopo il Bagno di sangue di Stoccolma, Johan Eberhard Schantz acquistò e ricostruì la cosiddetta Casa Schantz su Stortorget. Decise di inserire anche 92 pietre bianche sulla facciata, una pietra per ogni persona che il re Cristiano II aveva assassinato. Da questa caratteristica deriva una leggenda: a chi guarda la casa viene chiesto di contare le pietre bianche. Qualora il numero di pietre conteggiate risulti inferiore a 92, il fantasma della persona a cui la pietra si riferisce starebbe vagando per le strade della città e non smetterà fino a che la pietra non sarà rimessa al suo posto sulla facciata . 

### Il Numero 22
Il Numero 22, l'edificio verde sul lato sinistro di Kåkbrinken, risale al 1758 ma poggia su mura medievali. Esso venne occupato dal consigliere Johan Berndes, che sviluppò la produzione svedese di rame nel XVII secolo, e successivamente anche dal sassone Polycarpus Crumbügel, amico intimo di re Carlo XI. Durante uno scavo archeologico del 1998, nel seminterrato fu scoperta una camera a volta di 1,8 x 1,6 metri, dotata di un canale che si ritiene collegasse ai pozzi neri e ai lavandini della cucina dell'edificio. Insieme ad alcuni tubi di legno trovati vicino a Kornhamnstorg, è uno dei pochi indizi che contraddicono la visione tradizionale della Stoccolma medievale come un luogo ripugnante dove sporcizia e rifiuti riempivano le strade . 

## Punti di interesse

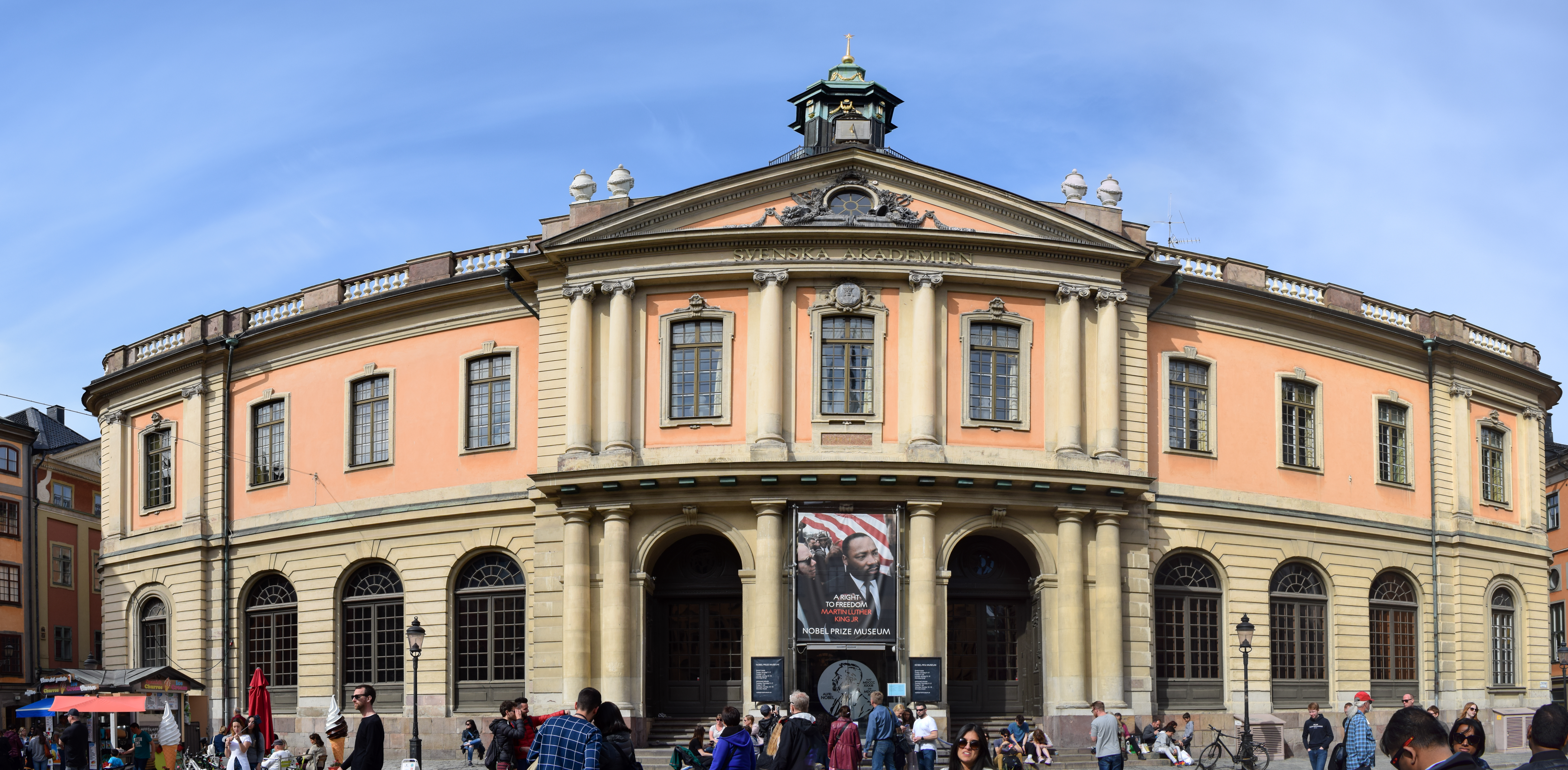
La facciata del Nobel Museum, nonché sede dell'Accademia Svedese, della Biblioteca Nobel e della Borsa.

### Nobel Museum
Si trova all’interno di un edificio risalente al 1700 il quale inizialmente ospitava il Municipio e la Borsa di Stoccolma. Attualmente il palazzo è sede anche dell’Accademia Svedese, della Biblioteca Nobel e della Borsa di Stoccolma (non più del Consiglio Comunale). Nel 2001 venne inaugurato il museo in occasione del centenario dalla prima assegnazione del premio nobel, con il fine anche di vivacizzare la struttura rendendola lo spazio perfetto per tenere seminari, conferenze e dibattiti. All’interno del museo si possono osservare mostre, film, spettacoli teatrali e dibattiti legati alla scienza.

### Stortorgsbrunnen

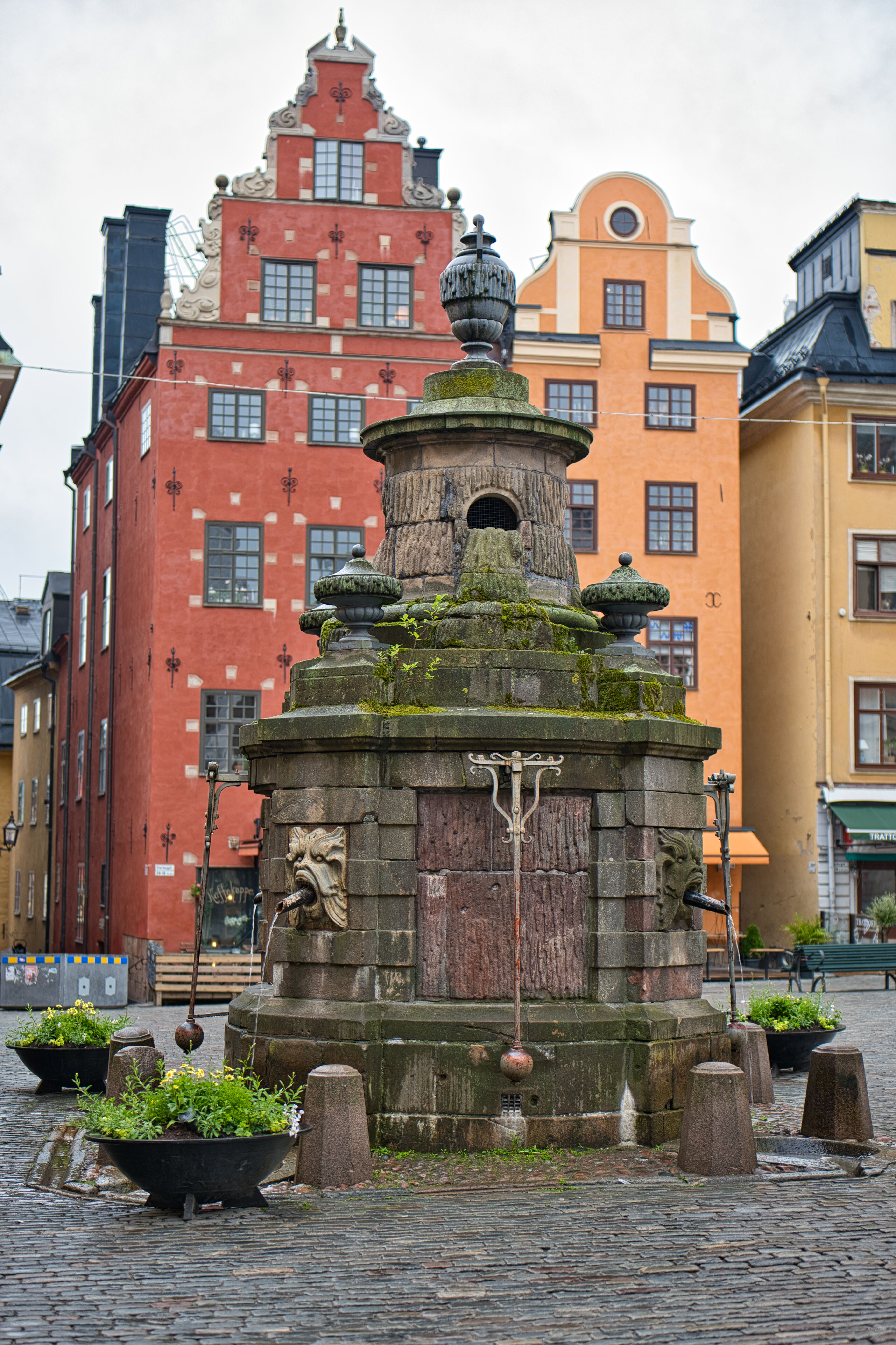
Stortorgsbrunnen

Fin dal Medioevo, al centro di Stortorget si trovava un pozzo. Nel 1778 Erik Palmstedt progettò l'attuale pozzo monumentale, noto come Stortorgsbrunnen, in occasione della costruzione del nuovo edificio della Borsa, la cui importanza è dimostrata dal fatto che Palmstedt presentò diverse proposte molto elaborate. In definitiva il pozzo che fu costruito aveva quattro teste di pompaggio e quattro cannelle. Nel 1854 il pozzo iniziò a prosciugarsi e nel 1857 fu spostato a Brunkebergstorg. Nel 1953, in occasione del settecentesimo anniversario di Stoccolma, la pompa di Palmstedt fu riportata a Stortorget.